# Stormen (film fra 1928)
 For alternative betydninger, se Stormen (flertydig). (Se også artikler, som begynder med Stormen)
Stormen (The Wind) er en amerikansk dramafilm fra 1928 instrueret af Victor Sjöström med Lillian Gish, Lars Hanson, Montagu Love og Dorothy Cumming i hovedrollerne.

## Handling
En kvinde fra det østlige USA flytter til Texas og må leve med den konstante vind, sandet og brutale mænd.

## Om filmen
Filmen er en af de sidste stumfilm udgivet af MGM. Den havde premiere i Sverige den 3. december 1928 og er den sidste af Victor Sjöströms betydelige amerikanske film og anses som hans hovedværk fra USA-tiden. Filmen er baseret på en roman af Dorothy Scarborough.

## Medvirkende i udvalg
- Lillian Gish - Letty Mason
- Lars Hanson - Lige Hightower
- Montagu Love - Wirt Roddy
- Dorothy Cumming - Cora
- Edward Earle - Beverly
- William Orlamond - Sourdough